# Danh sách tổ chức phi chính phủ tại Việt Nam
Tổ chức phi chính phủ ở Việt Nam bao gồm những tổ chức phi chính phủ (NGO) ở trong nước và nước ngoài. Các tổ chức phi chính phủ nước ngoài có quan hệ với Việt Nam rất sớm. Sau năm 1975, phần lớn số NGOs nước ngoài đã chấm dứt hoạt động ở miền Nam Việt Nam. Sau đó các NGOs đã dần dần trở lại Việt Nam. Đến năm 1978 đã có 70 NGOs đặt quan hệ với Việt Nam, giá trị viện trợ khoảng 30 triệu đô la Mỹ/năm, chủ yếu viện trợ nhân đạo (lương thực, thuốc men), giúp Việt Nam khắc phục hậu quả chiến tranh. Từ năm 1986, nhờ chính sách Đổi mới và chủ trương về hội nhập quốc tế của Việt Nam, các tổ chức NGO nước ngoài tăng lên và giá trị viện trợ cũng tăng dần. 
Trong giai đoạn 1986-1992, có từ 70 đến 100 tổ chức NGO với tổng giá trị viện trợ khoảng 20-30 triệu đô la Mỹ/năm. Từ 1994-2006, số lượng các tổ chức có quan hệ với Việt Nam đã tăng gấp 3 lần, từ 210 tổ chức vào năm 1994 lên khoảng 650 tổ chức vào năm 2006. Trong số đó, có trên 500 tổ chức có hoạt động thường xuyên, có dự án và đối tác Việt Nam. Giá trị viện trợ năm 1993 là 40 triệu đô la Mỹ, đến năm 2002 là 85 triệu đô la Mỹ, năm 2004 là 140 triệu USD, năm 2005 là 175 triệu USD, năm 2006 là 217 triệu USD. Chương trình viện trợ của các NGOs được triển khai ở 61 tỉnh thành trong cả nước, đặc biệt tập trung vào những vùng còn nghèo, vùng sâu, vùng xa và ngày càng tập trung hơn vào các lĩnh vực phù hợp với các ưu tiên và định hướng phát triển kinh tế-xã hội của Việt Nam, đặc biệt là xoá đói giảm nghèo và phát triển bền vững. Sự trợ giúp của NGOs nước ngoài không chỉ là viện trợ vật chất mà bao gồm cả chuyển giao kinh nghiệm, công nghệ, nâng cao dân trí, chăm sóc y tế, phổ cập giáo dục, và thông qua viện trợ, quan hệ của nước ta đối với các NGOs nước ngoài làm cho nhân dân thế giới hiểu biết hơn về Việt Nam, góp phần tăng cường tình hữu nghị và hợp tác giữa nhân dân Việt Nam và nhân dân các nước trên thế giới.

## Danh sách
Danh sách này không đầy đủ, bạn cũng có thể giúp mở rộng danh sách.
Dưới đây là danh sách các tổ chức phi chính phủ hoạt động tại Việt Nam hoặc có mối liên kết với Việt Nam.
| Mục lục: 0–9 A B C D E F G H I J K L M N O P Q R S T U V W X Y Z Đầu trang — Xem thêm — Chú thích — Liên kết ngoài |

## A
- ActionAid
- Adventist Development and Relief Agency Vietnam
- Agricultural Development Denmark Asia
- Agronomes et Vétérinaires sans frontières
- Aid to Southeast Asia
- Aida Association
- AIESEC
- Alcoholics Anonymous
- Alliance Anti Trafic
- Allianz-Mission
- American Red Cross
- ANESVAD Foundation (Acción Sanitaria y Desarollo Social)
- The Asia Foundation
- Asia Injury Prevention Foundation
- Association L'APPEL - help for children victims of conflicts
- Atlantic Philanthropies
- Australian Foundation for the Peoples of Asia and the Pacific
- Australian People for Health, Education and Development Abroad
- Australian Volunteers International
- Asia Urbs Program, Ủy ban châu Âu.

## B
- Blessed Damien Society
- Blue Dragon Children's Foundation
- Bright Future Group for People with Disabilities
- Bread for the World
- Bremen Overseas Research and Development Association
- Bridge Asia Japan

## C
- Hội Truyền giáo Phúc âm Liên hiệp
- Canadian Alliance for Development Initiatives and Projects (CADIP)
- Canadian Centre for International Studies and Cooperation / Centre Canadien d'Etude et de Cooperation Internationale
- CARE Quốc tế
- Catholic Relief Services Vietnam
- Cardiac Risk in the Young
- Care2Share
- Caritas Việt Nam (thành viên của Caritas Quốc tế)
- Christian Blind Mission International / Christoffel Blindenmission
- Christian Children's Fund
- Christian Freedom International
- CHF Partners in Rural Development
- ChildFund in Vietnam
- Children's Hope In Action CHIA
- Children of Peace International
- Children of Vietnam
- Christina Noble Children's Foundation
- Church World Service
- Churches of Christ Overseas Aid
- Clear Path International
- Compassion International (Taiwan)
- Codespa Foundation
- Cooperazione e Sviluppo
- Council on International Educational Exchange
- Counterpart International
- Center for community Health and research development - Ccrd
- Center for Nature Conservation and Development
- Công ty Cổ phần Tập đoàn YG Việt Nam

## D
- Phong trào Chữ thập đỏ và Trăng lưỡi liềm đỏ quốc tế tạiĐan Mạch
- Dansk Vietnamesisk Forening / Danish Vietnamese Association
- Daughters of Charity of Saint Vincent de Paul
- Development Workshop
- Dillon International
- Donation Pixel
- Đông Tây Hội Ngộ (East Meets West Foundation)

## E
- Earthworm Foundation
- Eau Agriculture et Sante en Milieu Tropical / Water Agriculture and Health in Tropical Area
- Enfants & Developpement
- English Language Institute

## F
- Family Health International (FHI 360)
- NGO Fontana
- Ford Foundation
- Foundation for International Development/Relief
- The Fred Hollows Foundation
- Friedrich Ebert Stiftung
- Fund for Reconciliation and Development (FRD)
- Friends of Hue Foundation
- Hội những người bạn của di sản Việt Nam
- Friends of Vinh Son Montagnard Orphanage (VSO)
- Friendship Bridge
- Frankfurt Zoological Society

## G
- Gentle Fund Organization
- Global Civic Sharing
- Groupe de Recherches et d'Echanges Technologiques
- Good Neighbors International

## H
- Hỗ trợ Gia cư Habitat
- Handicap International
- Handicap International Bỉ
- Hands of Hope
- Hans Messer Foundation
- HealthRight International
- Heifer International (HPI)
- Helen Keller International
- Helvetas
- Hội Hướng Đạo Việt Nam
- Holt International Children's Services
- Hope for Tomorrow
- Hue help

## I
- International Children Assistance Network (ICAN)
- Institute of International Education
- International Development Enterprises
- International Marinelife Alliance (IMA)
- International Planned Parenthood Federation, East and South East Asia & Oceania Region
- International Trachoma Initiative
- Italian Centre for Aid to Children/Centro Italiano Aiuti all'Infanzia

## J
- Japan International Volunteer Center
- Japanese Association of Supporting Streetchildren
- Just a Drop

## K
- Kenan Institute Asia
- Komitee Twee of the Netherlands
- Konrad Adenauer Foundation
- KOTO
- Keep It Beautiful Vietnam

## L
- Quỹ Làng Toàn cầu (Global Village Foundation-GVF)
- Landmine Survivors Network
- Lifestart Foundation
- Lutheran Church - Missouri Synod World Mission
- Lepra Stichting, Netherlands Leprosy Relief
- Living Values Education Program
- Liên đoàn Bóng đá Na Uy/Dự án "Bóng đá Cộng đồng tại Việt Nam" (NFF/FFAV)

## M
- Malteser International
- Marie Stopes International Vietnam
- Maryknoll
- Medecins du Monde France
- Medecins du Monde Canada
- Mennonite Central Committee
- Mines Advisory Group

## N
- Nordic Assistance to Vietnam
- Norwegian Mission Alliance
- Norwegian Red Cross

## O
- Phẫu thuật Nụ cười
- ORBIS International
- Oxfam Hồng Kông
- Oxfam Anh
- Oxfam Quebec
- Oxfam Bỉ thống nhất

## P
- Palliative Care Volunteers International
- PATH Canada
- PATH USA
- Pathfinder International
- PeaceTrees VietNam
- Pearl S. Buck International, Inc.
- People Resources and Conservation Foundation
- Plan international
- Population Council
- Population Services International
- Project Vietnam

## Q
- Quaker Service American Friends Service Committee

## R
- REACH
- Room To Read Việt Nam

## S
- Samaritan's Purse International Relief
- Saigon Children's Charity
- Save the children
- Save the Children Australia, United Kingdom, Japan, Sweden, USA
- Save the Children Fund
- Singapore International Foundation
- Sisters of Adoration, Slaves of the Blessed Sacrament and of Charity
- SNV Netherlands Development Organisation
- Social Assistance Program For Vietnam (SAP-VN)
- Làng trẻ em SOS Vietnam
- Shalala

## T
- The Sciencephile
- Terre des hommes Foundation - Lausanne
- The Alliance for Safe Children (TASC)
- The Global Fund to Fight AIDS, Tuberculosis and Malaria
- The Library Project
- Liên minh Bảo tồn Thiên nhiên Quốc tế
- TRAFFIC International in Indochina
- Tropenbos International - Vietnam
- Trung tâm Giáo dục Thiên nhiên (ENV)
- The Vulva

## U
- United Nations Volunteers

## V
- Viet Dreams
- Viet Blind Children Foundation
- Vietnam Assistance for the Handicapped
- Vietnam Children's Fund
- Vietnam Plus và Mekong Plus
- Vietnam Veterans Memorial Fund
- Vietnam Veterans of America Foundation
- Voluntary Service Overseas
- Volunteer Service Abroad New Zealand
- VIA (Volunteers In Asia)
- Vietnam Assistance for the Handicapped (VNAH)
- Vietnam Friendship Village Project
- Vietnam Public Health Association
- VNhelp
- Trung tâm hỗ trợ giáo dục thanh thiếu niên Việt Nam
- Vietnamese Policy Online
- Viện Nghiên cứu Văn hóa Tín ngưỡng Việt Nam

## W
- World Concern Vietnam
- World Medical Relief
- World Population Foundation
- Worldwide Orphans Foundation Vietnam
- Tổ chức Tầm nhìn Thế giới
- Quỹ Quốc tế Bảo vệ Thiên nhiên

## Y
- Young Lives Vietnam [2]
- Youth with a Mission - Mercy, Relief and Development Asia